# Geschwister-Scholl-Schule (Ruhland)
Die Geschwister-Scholl-Schule ist eine Oberschule mit Primarstufe in der südbrandenburgischen Stadt Ruhland im Landkreis Oberspreewald-Lausitz. Das Hauptgebäude, ein zweigeschossiger Ziegel-Klinkerbau mit Satteldach, wurde 1893 eingeweiht. Dieses Gebäude ist als Denkmal in der Denkmalliste des Landes Brandenburg erfasst und steht in der Liste der Baudenkmale in Ruhland.
Die Lindenplatz-Schule beherbergt den Primarteil.

## Schulgeschichte

### Vorgeschichte – frühere Schulen in Ruhland
1604 stand im Erbbuch (Urbarium) der Guteborner Schlossherren von Gersdorff über die Rechte der Besitzer und Pflichten der Ruhlander Bürger, dass diese „das Patronatsrecht über die Pfarrers-, Kaplans-, und anderer Kirchen- und Schulbediensteten-Bestellung“ ausüben.
Ein Schulmeister wurde erstmals 1540 erwähnt: Matthias Zorner, von Luther persönlich in die neue Glaubenslehre eingewiesen, hielt am 31. Oktober seine erste Predigt in der Stadtkirche. Über den Schulunterricht ist nichts überliefert, jedoch fanden Schulgebäude (offensichtlich in der Nähe der Kirche) anlässlich der Stadtbrände 1548, 1624, 1661 und 1768 chronistische Erwähnung. In anderen Fällen (1637, 1644) ist nur festgehalten, dass fast die ganze Stadt mit Ausnahme des Stadtviertels an der Matzmühle abbrannte.
1744 richtete man „neben der bestehenden Kantorschule eine Mädchenschule“ ein. 1776 wurde nach einem Stadtbrand „die neue Schule, das jetzige Kantorat“ am Kirchplatz gebaut. Dies „erforderte insgesamt 836 Tlr.23Gr. 9Pfg.“. 1840 wurde durch Oberpfarrer Fürbringer die Elementarschule bis zur 3. Schulklasse eingerichtet, Unterrichtsräume waren im Kantorat und im „Spittel“ (Hospital). 1843 entstanden Klassenräume in der jetzigen Lindenplatzschule, die „zum Rathause angekauft worden war“. 1853 wurde eine Mittelklasse gegründet, an der Kantor und Mädchenlehrer gemeinsam arbeiteten. 1870 gab es im Kantorat unter Leitung von Kantor Endemann eine Knabenklasse (10–14-Jährige), „im alten Rathaus“ (in der Lindenplatzschule) unter Lehrer Ackermann eine Mädchenklasse, „die Anfängerklasse befand sich am Kirchplatz neben der heutigen Gastwirtschaft Clausnitzer“. 1891 wurde die Kleinkinderschule mit 40 Kindern eröffnet.
Daneben bestand 1860 bis 1870 eine Lateinschule, gegründet von Oberpfarrer Kadelbach. Im Hause Kadelbach waren einige Schüler als Pensionäre untergebracht, unterrichtet wurde im Hause des Steueraufsehers Pfeifer in der Gartenstraße. Eine Familienschule, später 6-stufige Privatschule, wurde 1898 gegründet.

### 1892 bis 1954

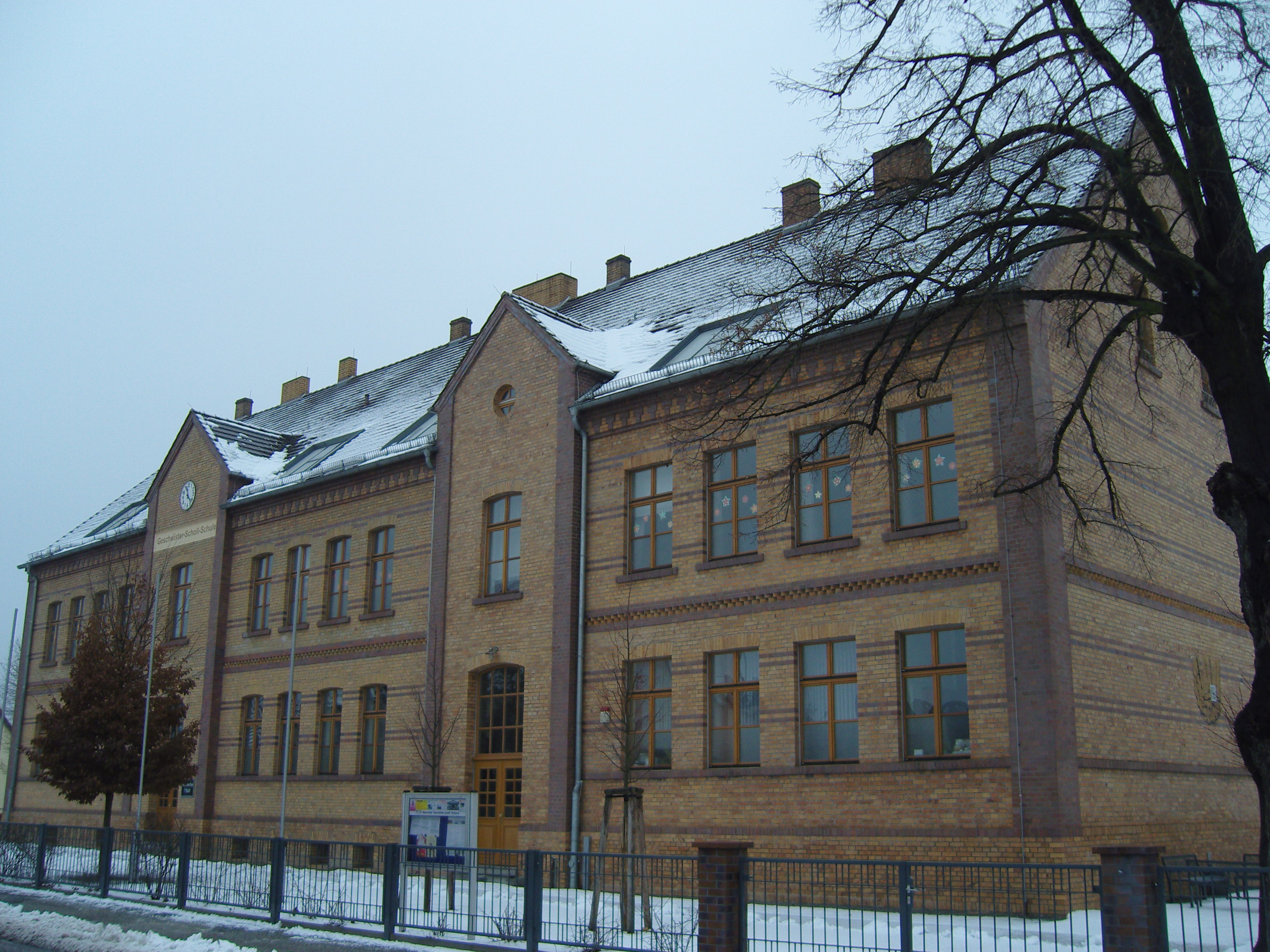
Geschwister-Scholl-Schule

Das Hauptgebäude der jetzigen Schule wurde nach 2 Jahren Bauzeit am 3. Oktober 1893 als „Kaiser-Wilhelm-Schule“ eingeweiht. Der erste Rektor war Kurt Krug. 1903 waren sieben Lehrkräfte beschäftigt und verfügten über eine mustergültige Sammlung von Lehrmitteln. Es wurden „gehobene Klassen angegliedert, die unter dem Nachfolger, Rektor Rudolf Schulze, besonderes Ansehen in der Bürgerschaft erlangten“. Aus diesen wurde 1939 ein Mittelschulteil gebildet, den 1945 Rektor Klemmer übernahm.
1945 wurde die Mittelschule aufgelöst und eine Grundschule neu gebildet, mit der Leitung wurde Rudolf Schulze beauftragt. 1947 verfügte die Schule über 14 Lehrkräfte. Kurzzeitig übernahm Martin Lamm aus Wittichenau die Leitung, 1948 Anna Schneider, 1949 Gerhard Baston.
Am 1. Januar 1949 verkündete der neuernannten Schulleiter Gerhard Baston als erste Amtshandlung die Zusammenlegung der bisher getrennten Jungen- und Mädchenklassen. Am 5. September 1949 wurde der Schule der Name „Geschwister-Scholl-Schule“ verliehen. Bereits vorher hatten die Schüler die Geschichte der Namensgeber erforscht und im Stadtrat die Umbenennung des Stadtparks in Geschwister-Scholl-Weg beantragt. Dem „Antrag der Jungen Pioniere“ wurde in der Ratssitzung am 24. Mai 1949 stattgegeben.

### 1955 bis 2004
1955 wurde die Geschwister-Scholl-Schule Ruhland Zentralschule und übernahm ab 1. September 1955 die 5.–8. Klassen der Grundschule Hermsdorf. Das wurde auch ermöglicht durch die Linienbusse des VEB Synthesewerk Schwarzheide. Dazu wurde die bis dahin durch die Berufsschule genutzte Lindenplatzschule vereinnahmt, wofür die Berufsschule das Volkshaus (jetzt Schützenhaus) zugesprochen bekam. Ab 1. September 1956 wurde die Schule zur Mittelschule erklärt. Die Schüler kamen aus 17 Orten der Umgebung (entsprechend Amt Ortrand und Amt Ruhland). Für die 9. und 10. Klasse wurden Unterrichtsräume in der Lindenplatzschule eingerichtet. Die Schule Hermsdorf/Lipsa wurde wegen Lehrermangels vollständig aufgelöst und auch die Klassen 1–4 in Ruhland eingeschult. Die Beförderung der Arnsdorfer, Hermsdorfer und Lipsaer Schüler übernahm der Kraftverkehr Lauchhammer.
1959/60 wurde auf dem Lindenplatz eine neue Schulküche gebaut. 1961/62 werden die Turnhalle gegenüber vom Sportplatz und neben dem Hauptgebäude der Schulergänzungsbau mit Räumen für 4 Klassen gebaut und in Nutzung genommen. 1963 konnte mit Lottomitteln und aus Einsparungen bei den anderen Bauten ein Lehrschwimmbecken an die Turnhalle angebaut werden.
Von August 1958 bis August 1967 war Josef Slansky Direktor, danach wieder Gerhard Baston. 1965 wurde die Schule 10-klassige Polytechnische Oberschule. 1967 vermerkt die Schulchronik in einer Liste der Beschäftigten den Schulleiter der Grundschule Arnsdorf (mit 4 Schulklassen). Seit wann die Grundschule Arnsdorf (ob bereits seit 1955?) dazu gehört, erschließt sich nicht aus den Aufzeichnungen.
Vom 3. bis 13. Oktober 1968 fanden die Feierlichkeiten zum 75. Bestehen der Schule statt, unter anderem Ausstellungen und von Schülergruppen kulturell gestaltete Elternabende, ein Schwimmvergleich und ein Sportfest mit Schulen der Nachbarorte. Eingeladen waren auch 4 ehemalige Schülerinnen des Jahres 1893.
Der Biologie-Lehrer Horst Bormann erreichte mit viel Engagement unter Einbeziehung von Schülern im Schulunterricht und in der Freizeit eine Gestaltung des Schulgartens mit Beeten und besonderen Anlagen und Einrichtungen, die als vorbildlich und beispielhaft (1955 Konsultationsgarten und danach Muster-Schulgarten im Kreis Senftenberg, Vorzeigebeispiel im Bezirk Cottbus) galt und über eine Fernseh-Dokumentation in der gesamten DDR bekannt wurde.
Von 1966 bis 1978 pflegten Schüler unter seiner Leitung außerdem die Anlagen am Geschwister-Scholl-Weg.
Am 19. und 20. Mai 1973 wurde der Pionierspielmannszug der Schule das zweite Mal Bezirksmeister. Es wird auch erwähnt, dass der Spielmannszug an den X. Weltfestspielen der Jugend und Studenten in Berlin teilnahm. Ab 1. September 1973 wurde die Teilschule Arnsdorf vollständig integriert und hat keinen eigenen Direktor mehr, die 3 Klassen gelten als ausgelagerte Klassen der Oberschule. 1976 gab es bauliche Verbesserungen in den Schulgebäuden Ruhland und Arnsdorf, in Arnsdorf wurde ein neuer Schulgarten angelegt. In der Lindenplatzschule war auch der Schulhort, aber es gab dort keinen Spielplatz.
Im Februar 1983 gedachte die Schule der Geschwister Scholl anlässlich deren 40. Todestag. Es gab eine Feierstunde, die 6. bis 9. Klassen besuchten den Film „Die Weiße Rose“.
Vom 8.–15. Oktober 1983 beging die Schule in mehreren Veranstaltungen ihr 90-jähriges Bestehen. Im Schuljahr 1983/84 wurde die Traditionspflege und Besinnung auf die Namensgeber der Schule intensiviert, die Klasse 8a (Klassenleiter Hans Dietzel) erfüllte dazu ihren Forschungsauftrag besonders gut. Von den Schülern mit Unterstützung einiger Eltern wurde eine Geschwister-Scholl-Gedenkstätte errichtet. 
Seit 1984 gab es jedes Jahr einen Geschwister-Scholl-Gedenklauf, den die Schule unter Einbeziehung des Geschwister-Scholl-Weges veranstaltete. 1985 wurde ein Freundschaftsvertrag mit der Schule in Złotoryja unterzeichnet. Erstmals 1986 beteiligte sich eine Sportlerdelegation der polnischen Schule am Geschwister-Scholl-Gedenklauf. Leider endete diese Beziehung mit der politischen Wende in der DDR.
Am 3. Oktober 1990 wurde die „Einheits-Hainbuche“ vor der Schule gepflanzt – ausgegraben am Geschwister-Scholl-Weg. Beteiligt waren der Schuldirektor Gisbert Büttner, der Parkaktivvorsitzende Wilhelm Zimmerling und die Biologielehrerin Erika Zänsler (auch Mitglied des Parkaktivs). Der Baum findet sich auch auf dem Schul-Logo.
1991 wurde die Schule eine Gesamtschule mit Primarstufe. Im März 1993 zog der Schulhort in sein neues Domizil in der Hartwigstraße, danach wurde die Lindenplatzschule rekonstruiert, teilweise neu gebaut und am 27. September in Nutzung genommen.
Seit 1997 besteht eine Schulpartnerschaft mit dem Collége „Saint Augustin“ in Riaillé in Frankreich.

### Seit 2005
2005 wurde die Gesamtschule zur Oberschule.

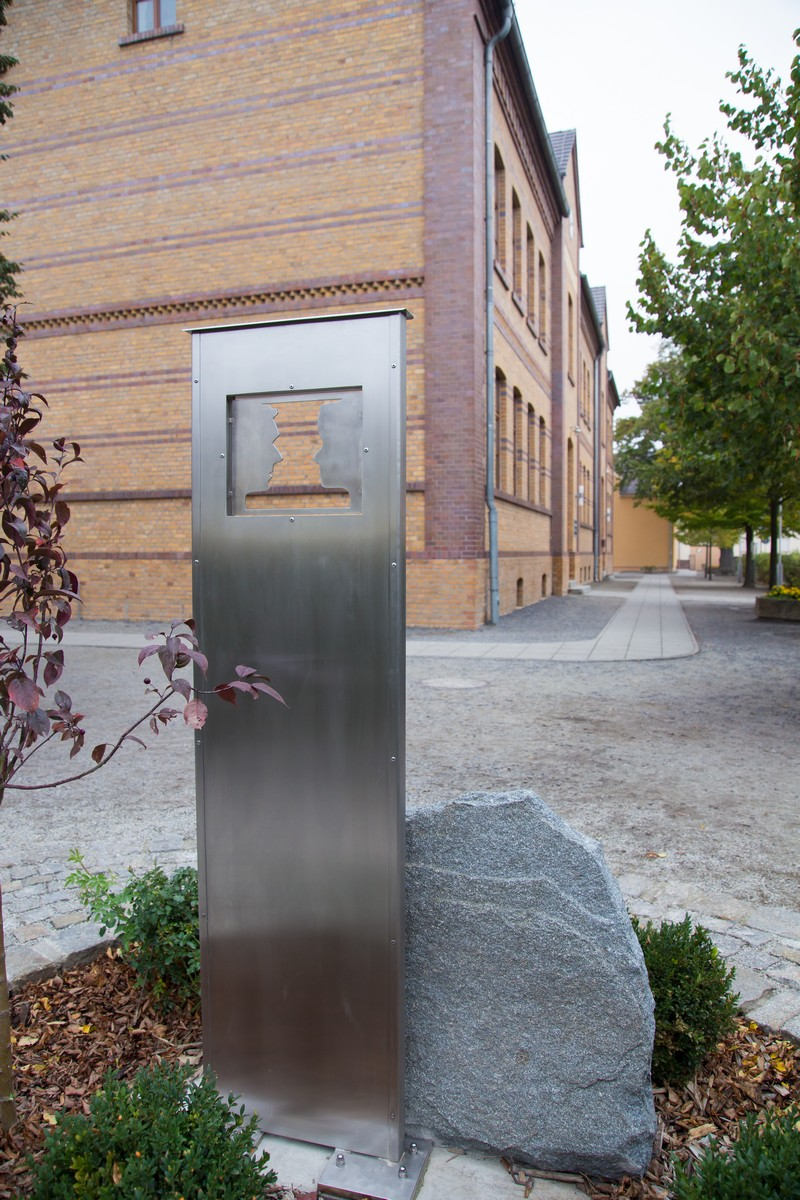
Geschwister-Scholl-Gedenkstätte, Straßenansicht

2016 wurde die Geschwister-Scholl-Gedenkstätte neu gestaltet und am 14. Oktober eingeweiht.
Bereits bei der Einweihung entstand die Idee eines Kunstprojekts „Toleranz und Akzeptanz – zerreißt den Mantel der Gleichgültigkeit“, das im Schuljahr 2017 umgesetzt wurde. Ein Stück der Mauer an der Dresdener Straße wirbt in vielen Sprachen für Toleranz. Dieses Projekt spannt den Bogen vom Widerstandskampf der Geschwister Scholl zur Gegenwart, in der immer noch oder wieder mehr Toleranz und Akzeptanz in der Gesellschaft gebraucht werden.
Am 4. Juli 2017 fuhren 30 ausgewählte Schüler zur Preisverleihung der Geschwister Scholl-Oberschule mit dem Titel „Schule mit hervorragender Berufs- und Studienorientierung“ in die Staatskanzlei nach Potsdam. Dort führten sie zwei Musikstücke auf, die sie im Cajón-Projekt erlernt hatten.

## Architektur und Gebäude
Das denkmalgeschützte Hauptgebäude ist 2-geschossig, 13-achsig mit Satteldach. Es handelt sich um typische Schulhausarchitektur des deutschen Kaiserreichs, Sichtziegelbauweise mit gelben und zur Gliederung der Ansicht braunen Klinkern.
Der Schulergänzungsbau war ursprünglich eingeschossig mit flachem Pultdach. Er erhielt beim letzten Umbau ein zusätzliches Halbgeschoss mit der Aula und ebenfalls ein Satteldach. Der Eingangsbereich ist als vortretender Risalit mit Zwerchdach ausgebildet, die Fenster der Aula als liegende Schleppgauben.
Die Lindenplatzschule ist 2-geschossig und war ursprünglich 7-achsig mit Walmdach. Durch einen zweigeschossigen Anbau mit Walmdach ist der Grundriss jetzt L-förmig.
Das Lehrschwimmbecken konnte aus Kostengründen nicht instand gehalten werden und ist jetzt Bestandteil der Turnhalle in der Ortrander Straße. Der gegenüberliegende Sportplatz wird auch von der Schule genutzt. Aula und Turnhalle werden auch von Vereinen genutzt und können privat genutzt werden.

## Pädagogische Arbeit, Angebote und Ausstattung
Folgende Abschlüsse sind in der Sekundarstufe I erreichbar: Berufsbildungsreife, erweiterte Berufsbildungsreife (Hauptschulabschluss), Fachoberschulreife (Realschulabschluss), Fachoberschulreife mit Berechtigung zum Besuch der gymnasialen Oberstufe.
An Fremdsprachen werden Englisch, zusätzlich Französisch und Russisch unterrichtet. Die Schulkonferenz hat nach Beratung mit Eltern und Schülern im Januar 2006 entschieden, die Oberschule in der integrativen Organisationsform zu führen, d. h. in bestimmten Fächern werden bildungsgangsorientierte Kurse gebildet.
Ab Klasse 7 (Wahlpflicht I) werden angeboten: 2. Fremdsprache Französisch, Naturwissenschaften, Arbeitslehre (WAT). Ab Klasse 9 werden angeboten: 2./3. Fremdsprache Russisch, Astronomie, Sport, Informatik, Kunst. Ab Schuljahr 2017/18 gibt es einen Kurs „Darstellendes Spiel/Theater“.
Die Schule beteiligt sich an der Initiative Sekundarstufe I (INISEK), die aus Mitteln des Europäischen Sozialfonds und des Landes Brandenburg durch das Ministerium für Bildung, Jugend und Sport gefördert wird. Hierzu gehören eine Teambildungswoche in Klasse 7, eine Bewerbungstrainingswoche in Klasse 9, das Projekt „Unternehmensgründung“ in Klasse 10, sowie eine Streitschlichtungsgruppe.
„Starke Schule“ war die Schule bereits 2011, beteiligte sich auch davor und danach regelmäßig an dem Bundeswettbewerb.
Eine große Rolle spielen die Projekte, die an Projekttagen bzw. in einer Projektwoche ausgewertet werden. So führten Geschichtsprojekte zu einem Geschwister-Scholl-Gedenkstein und 2016 zu einer Gedenkstätte auf dem Schulhof. 2017 führte das Cajón-Projekt zur Auszeichnung der Geschwister Scholl-Oberschule mit dem Titel „Schule mit hervorragender Berufs- und Studienorientierung“. Auch der neue Backofen am Gutshof, eine Idee des Bürgermeisters Uwe Kminikowski, wurde zu einem Projekt: eine Schülergruppe säuberte die Steine, legte am 21. Juni 2017 das Fundament, mauerte dann den Sockel und stellte den Ofen am 30. Juni 2017 fertig.
Es gibt folgende Ganztagsangebote: Lesekid’s, Schach für Anfänger, Förderunterricht Deutsch, Förderunterricht Mathematik, Förderunterricht Englisch, Homepage / Computer, Handarbeit, Fischereikunde, Natur und Umwelt, Holzbearbeitung, Presse / Schulhausgestaltung, Lego League, Umweltchemie, Tanz, Hausaufgabenbetreuung, Schülerzeitung.
Jährlich im Oktober führt die Schule ein Drachenfest durch, in der Regel auf den Buschwiesen.
Eine Sozialarbeiterin arbeitet mit Klassen, einzelnen Schülern und Eltern und koordiniert die Zusammenarbeit mit anderen Sozialarbeitern.

## Öffentlichkeitsarbeit und Partnerschulen
Der Förderverein „Miteinander – Füreinander“ der Geschwister-Scholl-Schule Ruhland unterstützt Projekte und Veranstaltungen organisatorisch und finanziell seit 2012.
Mit dem Collége „Saint Augustin“ in Riaillé in Frankreich findet jährlich im Wechsel ein Schüleraustausch statt.

## Schulleiter
- 1893–      Kurt Krug
- –1945 Rudolf Schulze
- 1945        Herr Klemmer
- 1945–1947 Rudolf Schulze
- 1947–1948 Martin Lamm
- 1948–1949 Anna Schneider
- 1949–1958 Gerhard Baston
- 1958–1967 Josef Slansky
- 1967–1987 Gerhard Baston
- 1987–2017 Gisbert Büttner[13]
- 2017–     Nora Otto[14]

## Bedeutende Persönlichkeiten
- C. Nicolaus, Lehrer, verfasste 1931 „Ruhlands Flurnamen“[15]
- Horst Bormann (* 28. Februar 1928 Ruhland; † 28. Oktober 2015), Lehrer 1951–1989[16]

## Kontroverse/Debatte
An der Geschwister-Scholl-Schule in Ruhland (Oberspreewald-Lausitz) herrscht seit Längerem Ausnahmezustand. Der Platz reicht für die Menge der Schüler nicht aus. Auch die Lehrer müssen unter erschwerten Bedingungen arbeiten. Schulleiterin Nora Otto beklagt die aktuelle Situation: „Wir sind in einem Raum, der viel zu eng ist für eine Klasse, mit Dachschrägen und Balken im Sichtbereich.“ sagt sie in einem Interview mit dem RBB24. Die Lösung aller Probleme soll jetzt nur drei Straßen weiter entstehen – in Form eines neuen Schulkomplexes, der 27 Millionen Euro kosten soll. Zum Anfang ist ein Erweiterungsbau für die Oberschule geplant. Die Kosten dafür belaufen sich zufolge auf circa 1,5 Millionen Euro, sagt Amtsdirektor Christian Konzack. Die Fertigstellung für diesen ersten Teil des neuen Komplexes ist für das Frühjahr 2024 geplant. Der gesamte Neubau soll voraussichtlich in acht Jahren (2030) zur Nutzung fertig sein.